# Central térmica de Mahón
La central térmica de Mahón (también conocida localmente como central de GESA) es una instalación termoeléctrica de ciclo convencional situada en el término municipal de Mahón en la isla de Menorca, de las Islas Baleares (España). que cuenta con cinco turbinas de gas que utilizan gasóleo como combustible y con tres grupos diésel que utilizan fueloil como combustible principal y gasóleo como combustible de apoyo.

## Historia
Las dos primeras turbinas se instalaron en 1993 y 1999. Posteriormente, se incorporaron tres turbinas dobles Pratt and Whitney con una potencia total de 46,1 MW. Los tres grupos diésel, de 15,8 MW de potencia cada uno, entraron en producción en 1991.
En mayo de 2002, la central obtuvo de AENOR el certificado de gestión medioambiental ISO 14001, que acredita que sus actividades se realizan de una forma respetuosa con el medio ambiente.

## Datos técnicos[3]
- Motores Diésel

- 3 motores ciclo diésel 2 tiempos, 10 cilindros (125 rpm), Man-Burmeister & Wain (16,8 MW) combustible fuel

- Turbinas de gas

- 2 Turbinas de gas ciclo Brayton, General Electric. (37,5 y 38,5 MW) combustible gasóleo
- 3 Turbinas de gas dobles aeroderivadas Pratt & Whitney, turbo reactores de aviación adaptados (45 - 51,6 MW) combustible gasóleo